# Battos II
Pour les articles homonymes, voir Battos.
Battos II Eudaímōn (« L'Heureux »), en grec ancien Βάττος ὁ Εὐδαίμων / Báttos ho Eudaímōn, est le troisième roi de Cyrène (actuelle Libye), de 583 av. J.-C. et jusqu'aux années 560.

## Biographie
D'après l'historien François Chamoux, Battos II prit le pouvoir au plus tard entre 580 av. J.-C. et 575 av. J.-C.. Pour déterminer la date du début du règne de ce roi, François Chamoux s'appuie sur l'un des rares événements de l'histoire de Cyrène à l'époque archaïque qu'il est possible de dater avec certitude : l'expédition dirigée contre la cité par le pharaon Apriès, l'échec de l'expédition ayant provoqué la chute du Pharaon en 570 av. J.-C. et l'avènement d'Ahmôsis II. Il aurait fallu au minimum quatre ou cinq années pour que l'immigration de nombreux colons grecs, provoquée par un oracle de la Pythie que Hérodote situe explicitement durant le règne de Battos II, prenne suffisamment d'ampleur pour pousser les tribus libyennes voisines de Cyrène à demander l'aide du pharaon Apriès.
Dès le début de son règne, Battos II fit appel à tous les Hellènes pour renforcer la population hellène de la cité nouvelle. Par l'intermédiaire de la Pythie, qui proclama que « [quiconque] se rendra dans la séduisante Libye après le partage des terres, j'affirme qu'il en aura un jour bien des regrets », le roi invita tous les Grecs à venir s'installer en Cyrénaïque, avec la promesse d'un lot de terres pour tous les nouveaux arrivants. Ceux qui répondirent à l'appel furent nombreux. Si François Chamoux affirme qu'ils furent principalement Péloponnésiens, Egéens et Crétois, constituant deux des trois nouvelles tribus instituées par le réformateur Démonax de Mantinée, sous le règne de Battos III,,,, Michela Costanzi estime au contraire que la présence à Cyrène de Grecs venus d'autres horizons ne date pas de l'oracle de 580 av. J.-C., car « en contradiction avec les sources littéraires, la chronologie et le caractère international des données archéologiques et des trouvailles de céramique, qui datent d'avant 580 av. J.-C., vers les années 630 av. J.-C. et 610 av. J.-C. ».
Pour fournir des terres à tous les nouveaux arrivants, les Cyrénéens s'emparèrent de domaines que les Libyens du voisinage considéraient jusque-là comme leur propriété exclusive. Le roi libyen Adikran, de la tribu des Asbystes, demanda l'aide du pharaon Apriès afin de repousser les Grecs. Le Pharaon, se considérant suzerain de la Libye, dépêcha rapidement une armée, qui fut défaite à la région d'Irasa, près de la source Thestis,,.
D'après Hérodote, la défaite fut si importante, et les pertes égyptiennes si nombreuses, qu'elles provoquèrent la chute du Pharaon en 570 av. J.-C.. Son successeur, Ahmôsis II, signa un traité d'alliance avec la cité de Cyrène, une symmachie. En outre, il épousa une femme du nom de Ladiké, peut-être la fille de Battos II, ou d'un Cyrénéen du nom de Critobule. Pour Typhaine Haziza, à la lumière de la politique matrimoniale pratiquée par les prédécesseurs d'Ahmôsis, le choix d'intégrer une Cyrénéenne dans son harem est une manière pour le Pharaon d'imposer sa suzeraineté sur la cité de Cyrène, au moins de manière théorique. Cette alliance fut probablement conclue avant 567 av. J.-C.. En effet, lors de l'invasion de l’Égypte par l'Empire néo-babylonien, Ahmôsis II mit à profit l'alliance avec Cyrène pour repousser les Babyloniens.
Bien que le reste de la vie de Battos II est particulièrement méconnu, son règne fut d'une grande importance dans l'histoire de la cité, en témoigne l'épithète que Hérodote et Plutarque lui prête, l'Heureux,. Si Plutarque met sur le même plan l'épithète attribuée à Battos II avec les épithètes qui accompagnaient le nom des souverains hellénistiques et leur titre de basileus dans la titulature royale, selon Federicomaria Muccioli, l'épithète « l'Heureux » n'est pas une épithète officielle, mais un simple surnom. Il en est de même pour les autres membres de la dynastie des Battiades dont l'épithète nous est connue.
Preuve supplémentaire du prestige de ce souverain, c'est à cette époque qu'Eugammon de Cyrène compose sa Télégonie dans laquelle le poète rattache explicitement la dynastie des Battiades à Ulysse en personne. Ainsi, d'après François Chamoux, « au lieu d'une bourgade peu peuplée, précairement assise en terre étrangère, [Battos II] laissait après lui une cité populeuse et militairement puissante ».
Il est difficile de dater la fin du règne de Battos II : néanmoins, celui-ci ne put aller au-delà des années 560. En effet, selon Hérodote, la cité de Barca a été fondée par les frères dissidents d'Arcésilas II, probablement dans les années 560 ou 550, Cyrène se trouvant alors dans une situation de stasis, c'est-à-dire de crise politique interne,.